# Metuzalemski protein
Metuzalemski proteini su familija G protein spregnutih receptora nađenih u insektima, koji učestvuju u starenju i reprodukciji. Antagoniziranje ovih receptora može da produži životni vek životinje i da je učini otpornijom na slobodne radikale i gladovanje, ali isto tako može da umanji reprodukciju i poveća senzitivnost na hladnoću. Od starosti zavisno slabljenje čula mirisa i motornih funkcija nije uslovljeno.
Metuzalemski proteini su srodni sa G protein spregnutim receptorima iz sekretinske familije.